# 廣瀬智紀
廣瀬智紀（ひろせ ともき、1987年2月14日 - ）は、日本の俳優である。埼玉県出身。所属事務所はスターダストプロモーション。同事務所の男性俳優・タレントで構成された集団EBiDANの元メンバー。
身長179センチメートル。体重は62±3kg。妻は元AKB48メンバーで女優の川栄李奈。

## 来歴
- 小･中･高校時代はサッカー部に所属していた[3]。
- 大学在学中の2009年に現在の事務所にスカウトされ、芸能活動を開始。
- 2010年から2011年まで演劇集団EBiDAN（恵比寿学園男子部）のメンバーとして舞台を中心に活動。
- 2019年5月17日に女優の川栄李奈との結婚を発表[4]。同年10月に第1子[5]、2023年に第2子が誕生した[6]。

## 人物
- 兄がいる。愛称は「ちゃんとも」（玉城裕規命名）[3]。昔のあだ名は「キング」（ともキングから）。
- 猫は好きだがアレルギーがある[3]。好きな色は黒。子供の頃は赤。

## 出演

### テレビドラマ
- 私のホストちゃん〜しちにんのホスト〜（2011年10月5日 - 2012年3月28日、テレビ朝日） - 鳳条夕妃 役
- 結婚同窓会 〜SEASIDE LOVE〜 第1話（2012年7月13日、フジテレビTWO） - 柳下小太郎 役
- ハイスクール歌劇団☆男組（2012年10月6日、CBC・TBS系） - 岡島哲也 役
- 衝撃ゴウライガン!! 第3話 - 最終話（2013年10月19日 - 12月28日、テレビ東京） - ゲキ 役
- 恋文日和 Latter4（2014年1月28日、日本テレビ） - 井田 役
- 私のホストちゃんS〜新人ホストオーナー奇跡の密着6カ月〜 第15話 - 最終話（2014年7月9日 - 9月24日、テレビ朝日） - 鳳条夕妃 役
- エイジハラスメント 第1話・第7話（2015年7月9日・8月27日、テレビ朝日） - 繊維部の社員 山本 役
- 掟上今日子の備忘録 第9話（2015年12月5日、日本テレビ） - Drink Kitchenの店員 役
- AKBラブナイト 恋工場 第5話「焼肉デート」（2016年5月5日、テレビ朝日） - 正夫 役[7]
- 男水!（2017年1月22日 - 3月12日、日本テレビ） - 川崎亮也 役[8]
- スリル!赤の章〜警視庁庶務係ヒトミの事件簿 最終話（2017年3月15日、NHK総合） - 赤川 役
- 連続ドラマW 不発弾 ～ブラックマネーを操る男～ 第4話（2018年7月1日、WOWOW） - 大森剛 役
- マジムリ学園 第5話（2018年8月23日、日本テレビ） - 犬山慎一 役[9]
- 深夜のダメ恋図鑑 第6話（2018年11月11日、ABCテレビ / 11月18日、テレビ朝日） - 大野誠 役
- 仮面同窓会（2019年6月1日 - 7月21日、東海テレビ・フジテレビ系） - 片岡八真人 役[10]
- ひみつ×戦士 ファントミラージュ! 第24話（2019年9月15日、テレビ東京） - 裏原かんぺー 役
- 貴族誕生 -PRINCE OF LEGEND-（2019年11月28日 - 12月26日、日本テレビ） - ヤス・ミッシェル 役
- 半沢直樹 最終話（2020年9月27日、TBS）[11]
- FAKE MOTION -たったひとつの願い-（2021年1月21日 - 3月11日、日本テレビ） - 今川義富 役[12]
- 暴太郎戦隊ドンブラザーズ ドン37話 - ドン最終話（2022年11月20日 - 2023年2月26日、テレビ朝日） - ソノシ 役[13]

### テレビ番組
- 超再現!ミステリー「ラブ・ケミストリー」（2012年5月8日、日本テレビ） - 東間 役
- 2.5次元ナビ！（2018年10月19日、CS日テレプラス）
- 『映画 刀剣乱舞』裏側スペシャル～銀幕の刀剣男士～（2018年12月22日、CS日テレプラス）
- 密着・廣瀬智紀 〜Master piece 「彼」を創るもの〜 （2019年2月25日、CS日テレプラス）

- 植田鳥越「口は〇〇のもとTV Season3」

(2025年1月7日～2025年1月14日、BS11) - ゲスト

### 映画
- 踊る大捜査線 THE MOVIE3 ヤツらを解放せよ!（2010年7月）
- ガチバン WORST MAX（2012年9月） - 羽野良太 役
  - ガチバン TRIBAL（2012年9月）
- セブンデイズ　MONDAY→THURSDAY（2015年6月） - 主演:芹生冬至 役
  - セブンデイズ　FRIDAY→SUNDAY（2015年7月）
- 羊をかぞえる（2015年11月） - 丸井裕之 役[14]
  - 天秤をゆらす。（2016年12月）[15]
  - 逃げた魚はおよいでる。（2017年12月）[16]
- シュウカツ（2015年12月）
- 探偵は、今夜も憂鬱な夢を見る。（2017年） - 主演:紅伊玲二 役 [17]
  - 探偵は、今夜も憂鬱な夢を見る。2（2019年） - 主演:紅伊玲二 役 [18]
- めがみさま（2017年6月、MMJ） - 川崎拓海 役[19]
- HiGH&LOW THE MOVIE 2 / END OF SKY（2017年8月） - MARCO 役[20]
  - HiGH&LOW THE MOVIE 3 / FINAL MISSION（2017年11月） - MARCO 役
  - DTC -湯けむり純情篇- from HiGH&LOW（2018年9月） - MARCO 役
- 爪先の宇宙（2017年11月） - 店長ユウ 役[21]
- ラブ×ドック（2018年5月）
- 映画刀剣乱舞-継承-（2019年1月）- 鶯丸 役[22]
- 鹿沼（2019年）
- 『遮那王』－お江戸のキャンディー3－（2019年11月） - 頼朝 役
- 貴族降臨 -PRINCE OF LEGEND-（2020年3月13日） - ヤス・ミッシェル 役
- HERO～2020～（2020年初夏） - 主演 飯塚広樹 役
- 身代わり忠臣蔵（2024年2月9日） - 片岡源五右衛門 役[23]
- 邪魚隊 / ジャッコタイ（2024年5月31日） - 比売知 役[24][25]

### 舞台
- しゃくなげの花（2009年9月9日 - 13日）
- EBiDAN（恵比寿学園男子部）
  - 〜EBiDANの文化祭は文化のカヲリがまぁーしないのだ〜の巻（2010年8月28日 - 29日）
  - 〜嵐の臨海学校!!波とケンカとエビダンは激アツキリン柄!!の巻〜（2011年8月24日 - 28日）
- GO-SUNS『ピストル』（2010年11月2日 - 7日）
- 劇団太陽マジック（TAIYO MAGIC FILM）『HERO』（2012年5月24日 - 27日） - 松島竜司 役
- 本格文學朗読劇 極上文學『銀河鉄道の夜』（2012年8月15日 - 19日）　- ジョバンニ 役
- ハイスクール歌劇団☆男組（2012年9月12日 - 23日、天王洲 銀河劇場） - 岡島哲也 役
- マティーニ! 〜ただ今、撮影5時間押し〜（2013年2月6日 - 11日　）- 今村隼人 役
- 朗読劇『しっぽのなかまたち2』（2013年4月23日 - 5月5日）
  - 『小雪と小春と小太郎と』（2013年4月28日・5月1日）- 小太郎 役
  - 『犬の婚活』（2013年4月28日・5月1日）- 五右衛門 / ルパン 役
- 劇団太陽マジック(TAIYO MAGIC FILM)『あかねの間』（2013年6月20日 - 23日） - 主演・高浜優輔 役
- 舞台『弱虫ペダル』 - 巻島裕介 役
  - インターハイ篇 〜The First Result〜（2013年8月24日 - 9月8日）
  - インターハイ篇 〜The Second Order〜（2014年3月13日 - 30日）
  - インターハイ篇 The WINNER（2015年3月6日 - 29日）
  - 〜IRREGULAR〜2つの頂上〜（2015年10月8日 - 11月8日） - 主演
- 舞台『私のホストちゃん』 - 鳳条夕妃 役
  - 舞台『私のホストちゃん』（2013年10月25日 - 11月4日）
  - 舞台『私のホストちゃん』〜血闘!福岡中洲編〜（2014年12月5日 - 14日）
  - 舞台『私のホストちゃん THE FINAL〜激突!名古屋栄編〜』（2016年1月29日 - 2月14日、天王洲 銀河劇場 / 2月20日、ももちパレス 大ホール / 2月27日 - 28日、森ノ宮ピロティホール / 3月1日 - 2日、名古屋市芸術創造センター） - 主演[26]
  - 舞台「私のホストちゃん REBORN」（2017年1月12日、サンシャイン劇場）[27]
- 朗読劇『しっぽのなかまたち3』（2013年11月19日 - 12月1日）
  - 『犬の卒業』（2013年11月29日・12月1日） - ロケット 役
  - 『八月の冒険』（2013年11月29日・12月1日） - ハルオ 役
- 俺たちの明日（2014年1月10日 - 19日） - 後藤新平 役
- タンブリング FINAL（2014年6月7日 - 7月21日） - 金子亮太 役
- 朗読劇『私の玉の輿計画!』（2014年11月22日） - ジェルベ 役
- 朗読劇『私の頭の中の消しゴム』 - 浩介 役
  - 7th letter（2015年4月30日・5月5日、天王洲 銀河劇場）
  - 8th letter（2016年5月5日・7日、天王洲 銀河劇場）[28]
  - 11th Letter（2019年6月8日・9日、よみうり大手町ホール）
  - Special Letter（2020年5月15日、配信上演：ニコニコ動画）
- 滝口炎上（2015年5月29日・30日） - 柳生知矩 役
- 舞台『ダイヤのA』 - 降谷暁 役
  - 舞台『ダイヤのA The LIVE』（2015年8月1日 - 9日、Zeppブルーシアター六本木）[29]
  - 舞台『ダイヤのA The LIVE II』（2016年3月17日 - 4月3日）
  - 舞台『ダイヤのA The LIVE III』（2016年8月19日 - 9月4日）
  - 舞台『ダイヤのA The LIVE V』（2017年9月7日 - 9月24日）
- 朗読劇『しっぽのなかまたち4』（2015年8月15日 - 23日）
  - 『六畳一間の王国』（2015年8月19日・22日） - 龍之介 役
  - 『犬の大学』（2015年8月19日・22日） - 龍之介 役
- 晦日明治座 納め・る祭 第二部『もののけでショー』（2015年12月31日） - ゲスト出演
- WORLD 〜beyond the destiny〜（2016年4月23日 - 5月1日、全労済ホール／スペース・ゼロ） - 主演・リュウジ 役[30]
- スカーレット・ピンパーネル（2016年10月19日 - 26日、赤坂ACTシアター / 10月30日 - 11月7日、梅田芸術劇場 メインホール / 11月24日 - 29日、東京国際フォーラム ホールC） - ハル 役[31][32]
- 男水!（2017年5月11日 - 21日、シアター1010 / 24日 - 28日、森ノ宮ピロティホール） - 川崎亮也 役[8][33]
- ONWARD  presents 劇団☆新感線『髑髏城の七人 Season月 下弦の月』 Produced by TBS（2017年11月23日 - 2018年2月21日、IHIステージアラウンド東京） - 無界屋蘭兵衛 役
- ミュージカル『スサノオと美琴～古事記～』（2018年8月29日、新国立劇場 オペラパレス）- 主演・スサノオ 役[34]
- カレフォン（2018年10月4日 - 21日、オルタナティブシアター / 10月27 - 28日、梅田芸術劇場 シアター・ドラマシティ / 10月31日、はつかいち文化ホール / 11月3日、ウェスタ川越 大ホール / 11月6日、電力ホール / 11月11日、七飯町文化センター パイオニアホール / 11月13日、札幌市民ホール） - 主演・藤原駿 役[35]
- 恋を読む『ぼくは明日、昨日のきみとデートする』（2019年3月17日、オルタナティブシアター） - 南山高寿 役[36]
- 『HERO』～2019 夏～（2019年7月31日 - 8月4日、ヒューリックホール東京）- 主演・飯塚広樹 役[37]
- 音楽劇『モンテ・クリスト伯～黒き将軍とカトリーヌ～』- ヴィルフォール 役
- オンラインシアター『ウルフハンターが行く！』（2020年11月21日 - 22日、配信上演）- ヴィラ 役[38]
- 舞台『FAKE MOTION -THE SUPER STAGE-』（2021年4月19日 - 5月2日、品川プリンスホテル ステラボール）- 今川義富 役[39]
- 舞台『鬼滅の刃』 - 産屋敷耀哉 役[40]
  - 其ノ弍 絆（2021年8月7日 - 15日、20日 - 22日、27日 - 31日）
  - 其ノ参 無限夢列車（2022年）- ※映像出演[41]
  - 其ノ肆 遊郭潜入（2023年11月12日 - 19日、メルパルクホール / 12月1日 - 10日、TOKYO DOME CITY HALL）[42]
- TANK PLAN vol.1『リクエストをよろしく』（2022年1月27日 - 31日、本多劇場） - 水無月 役[43]
- 舞台『シェイクスピア物語〜真実の愛〜』〜SHAKESPEARE OF TRUE LOVE〜（2022年4月15日 - 24日、KAAT神奈川芸術劇場ホール / 5月20日 - 22日、森ノ宮ピロティホール） - クリストファー・マーロウ / ネッド・アレン 役[44]
- 舞台『死神遣いの事件帖-幽明奇譚-』（2022年6月9日 - 19日、ヒューリックホール東京 / 6月23日 - 26日、梅田芸術劇場 シアター・ドラマシティ） - 市村佐十朗 役[45]
- ミュージカル『女の友情と筋肉』（2022年9月16日 - 25日、品川プリンスホテル ステラボール / 10月1日 - 2日、COOL JAPAN PARK OSAKA TTホール） - 吉本ユウヤ 役[46]
- 『真白の恋』～世界で最も美しい湾～朗読劇（2022年11月5日、竹芝ニューピアホール / 26日、氷見市芸術文化館）- 油井景一 役（浦井健治とのWキャスト）[47]
- 少年社中 25周年記念第一弾 第40回公演『三人どころじゃない吉三』（2023年6月8日 - 18日、紀伊國屋ホール）- 木屋文里 役[48][49]
- 朗読劇「あの空を。」（2023年7月29日、有楽町I'M A SHOW） - ヒロト 役[50]
- 東映ムビ×ステ 舞台『邪魚隊 / ジャッコタイ』（2024年8月9日 - 25日、サンシャイン劇場 / 8月30日 - 9月1日、サンケイホールブリーゼ / 9月4日、一宮市民会館 / 9月7日・8日、石川県立音楽堂 邦楽ホール） - 比売知 役[24][51]
- 女の友情と筋肉 THE MUSICAL -幸せの上腕二頭筋-（2024年5月17日、なかのZERO 大ホール / 5月25日・26日、森ノ宮ピロティホール / 5月30日 - 6月9日、品川プリンスホテル ステラボール） - 吉本ユウヤ 役[52]
- タクフェス 第12弾『夕 -ゆう-』（2024年11月1日 - 10日、サンシャイン劇場 / 11月14日 - 17日、梅田芸術劇場 シアター・ドラマシティ / 11月23日、キャナルシティ劇場 / 11月29日 - 12月1日、ウインクあいち / 12月12日、カナモトホール） - 徳永 役[53]
- ライドカメンズ The STAGE（2025年1月11日 - 26日、サンシャイン劇場 / 1月30日 - 2月2日、梅田芸術劇場 シアター・ドラマシティ） - 藍上レオン 役[54][55]
- 舞台『魔道祖師』邂逅編（2025年3月22日 - 30日、シアターH / 4月4日 - 6日、京都劇場） - 藍忘機 役[56]
- ミュージカル『憂国のモリアーティ』大英帝国の醜聞 Reprise（2025年5月16日 - 18日、シアターH / 5月23日 - 25日、京都劇場 / 5月30日 - 6月8日、天王洲 銀河劇場） - アルバート・ジェームズ・モリアーティ 役[57]
- Classic Movie Reading Vol.5『カサブランカ』（2025年9月6日・7日〈予定〉、博品館劇場） - 主演・リチャード・ブレイン 役[58]
- 『新 画狂人北斎』-2025-（2025年10月17日 - 22日〈予定〉、紀伊國屋ホール / 10月28日・29日〈予定〉、北國新聞赤羽ホール / 10月31日 - 11月3日〈予定〉、サンケイホールブリーゼ / 11月24日〈予定〉、中津文化会館 大ホール / 11月25日〈予定〉、熊本県 市民会館シアーズホーム夢ホール 大ホール / 11月27日〈予定〉、京都会館） - 時太郎 役[59]

### CM
- Canon PIXUS 「検証っ。スマートな人の黒」（2011年9月 -）
- Canon PIXUS 「検証っ。スマートな人の年賀状」（2011年11月 -）

### Web
- 「恋愛は必然である。〜ドラマで分かる！新感覚恋愛法則〜」#7（BeeTV、2014年2月5日 - 3月10日）
- 「スマートボーイズ」 Presents スマボMovie第6弾『雪月花スクランブル』（2014年8月22日 - 9月26日）- 雪野千明 役
- スマボMovie「スマ恋」第1弾『きみいろえがお』（2015年7月10日 - 8月7日） - 森山優晴 役
- バーチャルシアターリーディング公演 「楽屋―鏡が観ているー」（2020年）- 俳優中村（女優D）、俳優佐藤（女優A） 役
- オーディオドラマ『アイドルのハウスキーパーになりました。』（Spotify、2021年） - 菱田将人 役[60]
- ショート・プログラム「なにがなんだか」（Amazon Prime Video、2022年3月1日）[61]
- 暴太郎戦隊ドンブラザーズVS暴太郎戦隊ドンブリーズ（東映特撮ファンクラブ、2023年11月5日） - ソノシ 役[62]
- 笑ゥせぇるすまん #4「決断ステッキ」（Amazon Prime Video、2025年7月18日）[63][64]

### イベント
- 五十嵐麻朝・廣瀬智紀 1stファンイベント「星屑祭 〜いつも応援してくれるみんなのために、誕生日も近いことですしイベントやってみました〜」（2014年2月9日）
- シュウマツLIVE『初対面でエチュードしましょう』（2014年3月2日）
- 五十嵐麻朝・廣瀬智紀 2ndファンイベント「星屑祭 〜いつも応援してくれるみんなのために、ハロウィンも近いことですしカボチャ持ってみました〜」（2014年10月26日）
- 廣瀬智紀＆北村諒 Valentine's Dayトークイベント（2015年2月14日）
- 「煌々星～ちょこっとばーすでい～」（2017年2月4日/東京、4月16日/大阪）
- 「煌々星～明けの明星～」/「煌々星～宵の明星～」(2018年3月4日/東京、4月8日/大阪)
- 「廣瀬智紀台北ファンイベント2018」（2018年8月25日）
- ｢煌々星〜明けの明星〜｣  / ｢煌々星〜宵の明星〜｣ （2019年3月23日/福岡、24日/東京、31日/大阪）

### 玩具
- 暴太郎戦隊ドンブラザーズ DX脳人ブレス メモリアルなセット（2023年12月）

### その他
- FANTAGROUP 2ndシングル『スタードロップ☆』（2010年） - PV出演
- UNCHAIN 4th Album 「SUNDOGS」より『太陽とイーリス』（2011年） - ミュージックビデオ出演
- 『ポップメイカー』（2014年7月11日、BS朝日）

## 書籍
- 写真集「2.5次元男子」（2015年10月17日、小学館） - 鳥越裕貴・太田基裕・佐藤流司・松下優也と合同[65]
- 写真集「廣瀬智紀ファースト写真集GLITTER」（2015年12月25日、主婦と生活社）- 発売を記念し、12月23日 HMV&BOOKS TOKYOにて「廣瀬智紀プレミアムイベント2015」を開催[66]
- ブログ BOOK「My Rule～またメールするね。～」(2019年3月23日、株式会社東京ニュース通信社)[67]

## ディスコグラフィ

### タイアップ
| 楽曲         | タイアップ先                                 |
| ------------ | -------------------------------------------- |
| candy lights | 映画『探偵は、今夜も憂鬱な夢を見る。』主題歌 |